# Austropetaliidae
Austropetaliidae vormen een familie van echte libellen (Anisoptera), een van de drie onderordes van de libellen (Odonata). De familie omvat 4 geslachten en 11 soorten.

## Geslachten
De familie van Austropetaliidae omvat de volgende geslachten:
- Archipetalia Tillyard, 1917
- Austropetalia Tillyard, 1916
- Hypopetalia McLachlan, 1870
- Phyllopetalia Selys, 1858